# 巴尔德普拉多
巴尔德普拉多，是西班牙卡斯蒂利亚-莱昂索里亚省的一个市镇。总面积32平方公里，总人口19人（2001年），人口密度1人/平方公里。